# آق‌یارما، اوجیلر
اکیارما، اوسیلر (به لاتین: Akyarma, Evciler) یک منطقهٔ مسکونی در ترکیه است که در استان افیون قره‌حصار واقع شده‌است.